# 條紋仿門寄居蟹
條紋仿門寄居蟹（学名：Pylopaguropsis zebra）为寄居蟹科仿門寄居蟹屬下的一个种。其种加词“zebra”意为“有斑马状纹样的”。